# 快尔玛乡
快尔玛乡，是中华人民共和国青海省海西蒙古族藏族自治州天峻县下辖的一个乡镇级行政单位。

## 行政区划
快尔玛乡下辖以下地区：
赛尔曲牧委会、纳尔宗牧委会、曲尔追牧委会、恰通牧委会、德陇牧委会、多尔则牧委会、阳陇牧委会、莫日通牧委会和参木康牧委会。